# Territorio de Angol
El territorio de colonización de Angol, o territorio de Angol, fue una división territorial de Chile. Su cabecera era Angol. Existió entre 1875 y 1887.
Se creó sobre la división de la antigua provincia de Arauco (departamento de Angol), 
por Ley del 13 de octubre de 1875. También se crea la provincia de Biobío, formado por el departamento de La Laja, departamento de Nacimiento, y el departamento de Mulchén creado por la misma ley; y la nueva provincia de Arauco, con capital Lebu, queda compuesta por el departamento de Arauco, el departamento de Lebu, y el departamento de Imperial.
Por Ley del 12 de marzo de 1887, se crea la provincia de Malleco, con la parte norte del territorio de colonización de Angol, que está integrada por los departamentos de Angol, Collipulli y Traiguén. Además se crea la provincia de Cautín, a partir del departamento de Imperial y la parte sur del territorio de colonización de Angol. Así, la nueva provincia de Cautín está integrada por el departamento de Imperial y el departamento de Temuco, creado por la misma ley.
El Territorio de Colonización de Angol se compone de un único departamento:
| Departamento | Cabecera |
| ------------ | -------- |
| Angol        | Angol    |

## Límites
- Al norte limita con el departamento de Nacimiento y departamento de Mulchén
- Al este limita con la cordillera de los Andes
- Al sur limita con el departamento de Imperial
- Al oeste limita con el departamento de Lebu